# Antoni II Acciaiuoli

Herb rodziny Acciaiuoli

Antoni II Acciaiuoli – władca Księstwa Aten w latach 1439 – 1441. Krewny Antoniego I Acciaiuoliego.
Po pięciu latach panowania brata Neria II przejął władzę w Atenach i wygnał brata. Zmarł w 1441 roku.